# Deschampsia klossii
Deschampsia klossii là một loài thực vật có hoa trong họ Hòa thảo. Loài này được Ridl. mô tả khoa học đầu tiên năm 1913.